# Нова Вєска
Нова Вєска (словац. Nová Vieska) — село, громада округу Нове Замки, Нітранський край. Кадастрова площа громади — 39.18 км².
Населення 1233 особи (станом на 31 грудня 2019 року).

## Історія
Нова Вєска згадується 1233 року.

## Населення
| Рік:            | 1994. | 2004.    | 2014.   | 2024.    |
| --------------- | ----- | -------- | ------- | -------- |
| Кількість осіб: | 892   | 793      | 722     | 649      |
| Різниця:        |       | -11,09 % | -8,95 % | -10,11 % |

| Рік:            | 2023. | 2024.   |
| --------------- | ----- | ------- |
| Кількість осіб: | 665   | 649     |
| Різниця:        |       | -2,40 % |